# 格雷格森 (蒙大拿州)
格雷格森（英語：Gregson）是位於美國蒙大拿州鹿棧縣及銀弓縣的鬼鎮。

## 歷史
格雷格森的郵局於1897年設立，其後於1937年停運。

## 地理
格雷格森所處的海拔為高於海平面1561米（即5120英呎），而該地所採用的時區為UTC-7，即北美山地時區（MST）。同時該地設有夏令時間，為UTC-7調快一小時，即UTC-6（MDT）。